# Komórki Sempera
Komórki Sempera, komórki krystaliczne – cztery komórki tworzące lub zastępujące stożek krystaliczny każdego z elementów oka złożonego (omatidium). Komórki krystaliczne zawierają glikogen. 